# Patrick Cramer

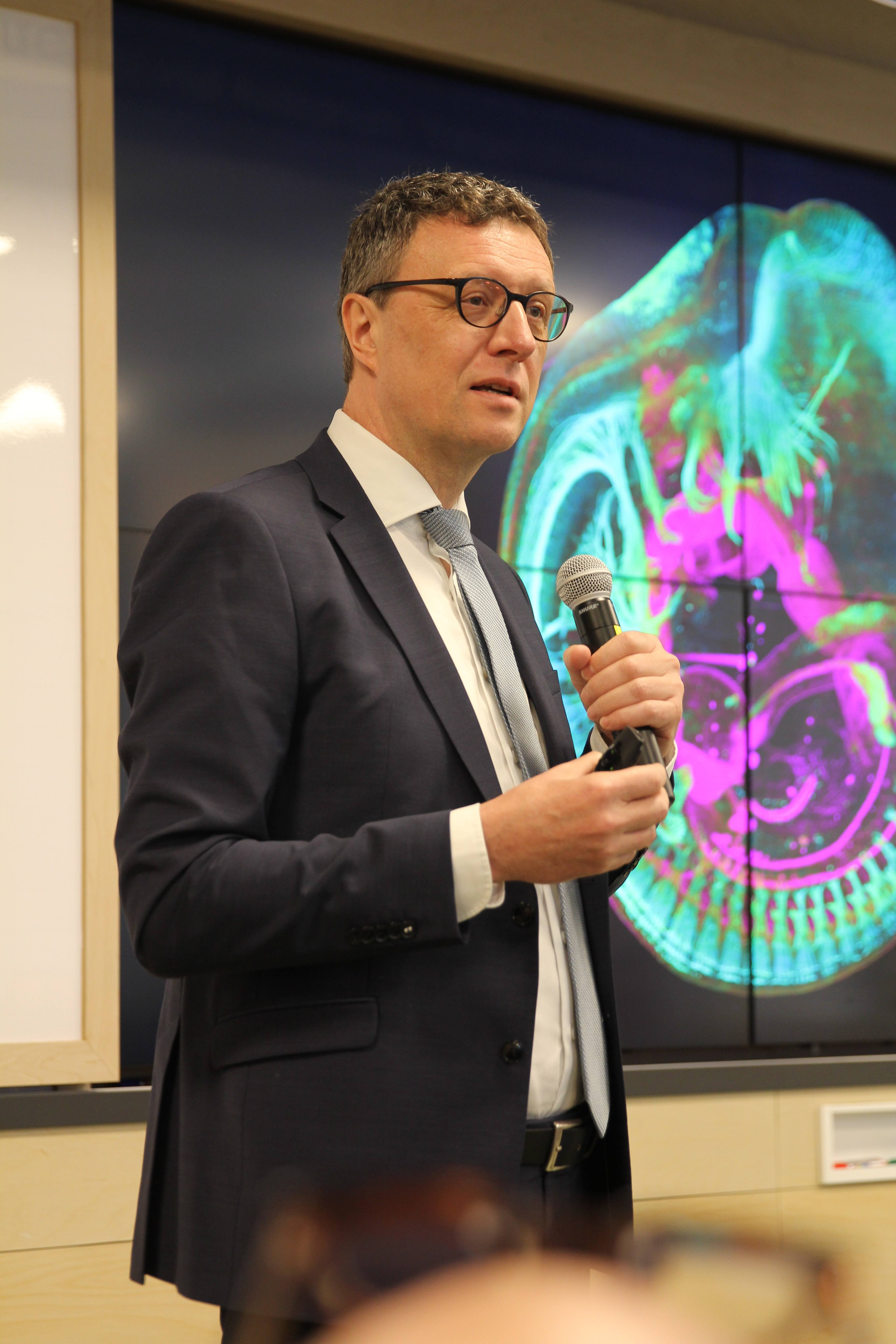
Patrick Cramer (2024)

Patrick Cramer (* 3. Februar 1969 in Stuttgart) ist ein deutscher Chemiker, Strukturbiologe und Molekularbiologe. Am 23. Juni 2022 wurde er für die Amtsperiode 2023 bis 2029 zum Präsidenten der Max-Planck-Gesellschaft gewählt. Er trat das Amt am 22. Juni 2023 an.

## Leben
Patrick Cramer studierte von 1989 bis 1995 Chemie an den Universitäten Stuttgart und Heidelberg. Einen Teil des Studiums absolvierte er als Erasmus-Stipendiat an der University of Bristol in Großbritannien. Die Forschungsarbeiten für seine Diplomarbeit führte er bei Alan Fersht in Cambridge, Großbritannien, durch, wo er die Strukturbiologie und das Laboratorium für Molekularbiologie (LMB) kennen lernte. 1995 schloss er sein Studium an der Universität Heidelberg mit dem Diplom ab. Von 1995 bis 1998 war Cramer als Doktorand in der Arbeitsgruppe von Christoph Müller am Europäischen Laboratorium für Molekularbiologie (EMBL) in Grenoble, Frankreich tätig. Er promovierte 1998 als Doktor der Naturwissenschaften (Dr. rer. nat.) an der Universität Heidelberg mit der Dissertation Structure of the human transcription factor NF-κB [NF-kappaB] P52 homodimer DNA complex. In den Jahren 1999–2001 war Cramer als Postdoktorand und Stipendiat der Deutschen Forschungsgemeinschaft im Labor des späteren Nobelpreisträgers Roger D. Kornberg an der Stanford-Universität in den USA tätig.
Im Jahr 2001 kehrte Patrick Cramer nach Deutschland zurück, wo er eine Tenure-Track-Professur für Biochemie am Genzentrum der Ludwig-Maximilians-Universität München erhielt. Dort wurde er 2004 zum Ordentlichen Professor für Biochemie und Leiter des Genzentrums ernannt. Cramer leitete das Genzentrum der Universität München für 10 Jahre, von 2004 bis 2013. Cramer war an der Universität München zudem von 2007 bis 2009 als Dekan der Fakultät für Chemie und Pharmazie, 2010 bis 2013 als Direktor des Fachbereichs Biochemie, 2007 bis 2013 als Mitglied des Forschungsausschusses und 2008 bis 2013 als Sprecher des Sonderforschungsbereiches 464 der Deutschen Forschungsgemeinschaft tätig.
Zum 1. Januar 2014 wurde Patrick Cramer als Direktor an das Max-Planck-Institut für biophysikalische Chemie in Göttingen berufen, wo er seither die Abteilung "Molekularbiologie" leitet. Von 2014 bis 2020 war er Mitglied der Perspektivenkommission der Biologisch-Medizinischen Sektion der Max-Planck-Gesellschaft und zeitweise deren Vorsitzender. Im Jahr 2022 war Cramer auch als geschäftsführender Direktor des neuen Max-Planck-Instituts für Multidisziplinäre Naturwissenschaften tätig, des größten Instituts der Max-Planck-Gesellschaft.

## Wirken
Patrick Cramer ist vor allem als Grundlagenforscher, Hochschullehrer und Wissenschaftsmanager tätig. Als Postdoktorand in Stanford ermittelte Cramer die dreidimensionale Struktur der RNA-Polymerase II, eines der größten Enzyme im Zellkern. Für „fundamentale Forschungen der molekularen Basis der eukaryotischen Transkription“ erfolgte einige Jahre später die Vergabe des Nobelpreises für Chemie an Roger Kornberg im Jahr 2006.
Das Labor von Patrick Cramer untersucht zum einen die molekularen Mechanismen der Gentranskription in eukaryontischen Zellen. Dazu werden strukturbiologische Methoden verwendet, insbesondere die Röntgenkristallographie und die Kryo-Elektronenmikroskopie. Zum anderen erforscht die Arbeitsgruppe von Patrick Cramer die systemischen Prinzipien der Genregulation in lebenden Zellen mit Hilfe von funktionaler Genomik und Bioinformatik. Cramers Arbeitsgruppe erzeugte die ersten molekular aufgelösten Filme der Transkriptions-Initiation und -Elongation. Patrick Cramer gelang es, sehr große und transiente Multiprotein-Komplexe der Gen-Transkription strukturell aufzuklären, darunter auch Komplexe mit Nukleosomen, den Bausteinen des Chromatins. Zudem entwickelte Cramer Methoden, um fundamentale Aspekte des RNA-Stoffwechsels in Zellen zu analysieren. Cramer trägt zur Entwicklung der molekularen Systembiologie bei, indem er Ansätze der Molekular- und Systembiologie integriert. Das Langzeitziel von Cramer ist es, die Expression und die Regulation des menschlichen Genoms zu verstehen.
Zudem widmet sich Cramer der Entwicklung der Naturwissenschaften in Deutschland und Europa und ist dazu auch in wissenschaftlichen Gremien und Beiräten aktiv. In seiner Zeit in München trug er zum Ausbau der Lebenswissenschaften bei, indem er den Exzellenzcluster "Center for Integrated Protein Science (CIPSM)" mitgründete und den Forschungsneubau "Munich Research Center for Molecular Biosystems (BioSysM)" initiierte. Zudem war Cramer im wissenschaftlich-technischen Beirat der bayerischen Staatsregierung und im Bereich der Bioethik am Institut TTN tätig. Von 2016 bis 2019 hatte Cramer den Vorsitz im Rat (Council) des Europäischen Laboratoriums für Molekularbiologie (EMBL). Von 2017 bis 2022 war Cramer Vorsitzender des wissenschaftlichen Beirats des Max-Delbrück-Centrums in Berlin. Patrick Cramer ist seit 2018 Vizesprecher des Exzellenzclusters 'Multiscale Bioimaging' an der Universitätsmedizin Göttingen. Von 2020 bis 2022 war Patrick Cramer auch Mitglied des wissenschaftlichen Beirats des Instituto Gulbenkian de Ciência in Lissabon und als Vorsitzender des Kuratoriums der Bayer Science and Education Foundation tätig.
2020 klärte Cramers Gruppe die Struktur der RNA-Polymerase des neuen Coronavirus SARS-CoV-2 auf und visualisierte, wie das Covid-19-Virus seine aus rund 30.000 Bausteinen bestehende RNA vervielfältigt. In Zusammenarbeit mit der Gruppe von Claudia Höbartner konnte Cramer zudem zeigen, wie die Corona-Medikamente Remdesivir und Molnupiravir die Vervielfältigung der RNA des Covid-19-Virus stören. Diese Forschung bietet Ansatzpunkte für die weitere Entwicklung antiviraler Medikamente.

## Publikationen (Auswahl)

### Original-Forschungsarbeiten
- mit I. Fianu, Y. Chen, C. Dienemann, O. Dybkov, A. Linden, H. Urlaub: Structural basis of Integrator-mediated transcription regulation. In: Science, 374, 2021, S. 883–887.
- mit G. Kokic, F.R. Wagner, A. Chernev, H. Urlaub: Structural basis of human transcription-DNA repair coupling. In: Nature 598, S. 368–372
- mit S. Rengachari, S. Schilbach, S. Aibara und C. Dienemann: Structure of the human Mediator-RNA polymerase II pre-initiation complex. In: Nature, 594, 2021, S. 129–133.
- mit S. Zhang, S. Aibara, S.M. Vos, D.E. Agafonov, R. Lührmann: Structure of a transcribing RNA polymerase II-U1 snRNP complex. In: Science. 371, 2021, 305–309.
- mit H.S. Hillen, G. Kokic, L. Farnung, C. Dienemann und D. Tegunov: Structure of replicating SARS-CoV-2 polymerase. In: Nature 584, 2020, 154–156.
- mit S.O. Dodonova, F. Zhu, C. Dienemann and J. Taipale: Nucleosome-bound SOX2 and SOX11 structures elucidate pioneer factor function. In: Nature 580, 2020, 669–672.
- mit S.M. Vos, L. Farnung, M. Boehning, C. Wigge, A. Linden und H. Urlaub: Structure of activated transcription complex Pol II-DSIF-PAF-SPT6. Nature 560, 2018, 607–612.
- mit B. Schwalb, M. Michel, B. Zacher, K. Frühauf, C. Demel, A. Tresch und J. Gagneur: TT-seq maps the human transient transcriptome. In: Science. 352, 2016, S. 1225–1228.
- mit C. Plaschka, M. Hantsche, C. Dienemann, C. Burzinski und J. Plitzko: Transcription initiation complex structures elucidate DNA opening. In: Nature. 533, 2016, S. 353–358.
- mit C. Bernecky, F. Herzog, W. Baumeister und J. M. Plitzko: Structure of transcribing mammalian RNA polymerase II. In: Nature. 529, 2016, S. 551–554.
- mit C. Plaschka, L. Larivière, L. Wenzeck, M. Seizl, M. Hermann, D. Tegunov, E. V. Petrotchenko, C. H. Borchers, W. Baumeister, F. Herzog und E. Villa: Architecture of the RNA polymerase II-Mediator core initiation complex. In: Nature. 518, 2015, S. 376–380.
- mit D. Schulz, B. Schwalb, A. Kiesel, C. Baejen, P. Torkler, J. Gagneur und J. Soeding: Transcriptome Surveillance by Selective Termination of Noncoding RNA Synthesis. In: Cell. 155, 2013, S. 1075–1087.
- mit D. Kostrewa, M. E. Zeller, K. J. Armache, M. Seizl, K. Leike und M. Thomm: RNA polymerase II-TFIIB structure and mechanism of transcription initiation. In: Nature. 462, 2009, S. 323–330.
- mit D. A. Bushnell und R. D. Kornberg: Structural basis of transcription: RNA polymerase II at 2.8 angstrom resolution. In: Science. 292, 2001, S. 1863–1876.
- mit D. A. Bushnell, J. Fu, A. L. Gnatt, B. Maier-Davis, N. E. Thompson, R. R. Burgess, A. Edwards, P. R. David und R. D. Kornberg: Architecture of RNA polymerase II and implications for the transcription mechanism. In: Science. 288, 2000, S. 640–649.

### Übersichtsartikel zur Forschung
- mit G. Kokic, C. Dienemann, C. Höbartner and H.S. Hillen: Coronavirus-Replikation: Mechanismus und Inhibition durch Remdesivir. In: Biospektrum (Heidelb). 2021;27(1):49-53. German. doi: 10.1007/s12268-021-1516-6.
- mit S. Osman: Structural Biology of RNA Polymerase II Transcription: 20 Years On. In: Annu Rev Cell Dev Biol. 36, 2020, 1–34.
- Organization and regulation of gene transcription. Nature. 573, 2019, 45–54.
- Eukaryotic transcription turns 50. In: Cell 179, 2019, 808–812.
- mit C. Plaschka und K. Nozawa: Mediator Architecture and RNA Polymerase II Interaction. In: Journal of Molecular Biology. 28, 2016, S. 2569–2574.
- mit S. Sainsbury und C. Bernecky: Structural basis of transcription initiation by RNA polymerase II. In: Nature Reviews Molecular Cell Biology. 16, 2015, S. 129–143.
- A tale of chromatin and transcription in 100 structures. In: Cell. 159, 2014, S. 985–994.
- mit A. C. Cheung: A Movie of RNA Polymerase II Transcription. In: Cell. 149 2012, S. 1431–1437.
- Deciphering the RNA polymerase II structure: a personal perspective. In: Nature Structural & Molecular Biology. 13, 2006, S. 1042–1044.

### Andere Veröffentlichungen
- Wie geht disruptive Forschung? in: Laborjournal, 14. Juli 2023.
- AlphaFold2 and the Future of Structural Biology. Nat. Struct.& Mol. Biol. 28, 2021, 704–705.
- Rosalind Franklin and the Advent of Molecular Biology. In: Cell 182, 2020, 787–789.
- 500 years after the first circumnavigation of the world: the efforts, rewards and drawbacks of exploration. FEBS Lett. 594, 2020, 207–208.
- Aufbruch in die molekulare Systembiologie. – Essay für die Jubiläumsausgabe "20 Jahre Laborjournal", Laborjournal vom 11. Juli 2014.
- Entwicklungen in der Biomedizin: Genom-Sequenzierung in Diagnose, Prävention und Therapie; Systembiologie und Medizin. In: T. Rendtorff (Hrsg.): Zukunft der biomedizinischen Wissenschaften. Nomos, 2013, ISBN 978-3-8487-0849-9.
- mit O. Primavesi, R. Hickel, T. O. Höllmann und W. Schön: Lob der Promotion. In: Frankfurter Allgemeine Zeitung. 19. Juli 2013.
- mit J. Hacker, T. Rendtorff, M. Hallek, K. Hilpert, C. Kupatt, M. Lohse, A. Müller, U. Schroth, F. Voigt, M. Zichy: Biomedizinische Eingriffe am Menschen – Ein Stufenmodell zur ethischen Bewertung von Gen- und Zelltherapie. Walter de Gruyter, Berlin 2009, ISBN 978-3-11-021306-5.

## Auszeichnungen und Mitgliedschaften (Auswahl)
- 2000 EMBO Young Investigator Award
- 2000 MSC Future Investigator Award
- 2002 GlaxoSmithKline Science Award
- 2004 10th Eppendorf Award for Young European Researchers
- 2006 Gottfried-Wilhelm-Leibniz-Preis[14]
- 2008 Bijvoet Medal, Universität Utrecht
- 2009 Ernst Jung Preis für Medizin[15]
- 2009 Familie-Hansen-Preis[16]
- 2009 Mitglied, German National Academy of Sciences (Leopoldina)
- 2009 Mitglied, European Molecular Biology Organization (EMBO)
- 2010 Advanced Grant des European Research Council ('TRANSIT')[17]
- 2010 Medal of Honour, Robert Koch-Institut
- 2011 Feldberg Foundation Prize[18]
- 2012 Bundesverdienstkreuz der Bundesrepublik Deutschland[19]
- 2012 Paula und Richard von Hertwig-Preis
- 2012 Vallee Foundation Visiting Professorship
- 2015 Arthur-Burkhardt-Preis[20]
- 2015 Gastprofessor, Karolinska Institutet, Stockholm, Schweden[21]
- 2016 Advanced Grant des European Research Council ('TRANSREGULON')[22]
- 2016 Centenary Award der British Biochemical Society[23]
- 2017 Elected Member, Academia Europaea[24]
- 2017 Honorarprofessor, Georg-August-Universität Göttingen
- 2017 Weigle Lectureship, Universität Genf[25]
- 2018 Inaugural George William Jourdian Lectureship, University of Michigan[26]
- 2019 Ernst Schering Preis[27]
- 2020 Hector Wissenschaftspreis
- 2020 Otto-Warburg-Medaille
- 2020 Advanced Investigator Grant des European Research Council ('CHROMATRANS')
- 2020 Internationales Mitglied der National Academy of Sciences[28]
- 2021 Gregori-Aminoff-Preis
- 2021 Louis-Jeantet-Preis für Medizin
- 2022 Mitglied der Berlin-Brandenburgischen Akademie der Wissenschaften
- 2023 Shaw Prize in Life Sciences
- 2023 Röntgen-Plakette
- 2023: Bayerischer Maximiliansorden für Wissenschaft und Kunst[29]
- 2024: Auswärtiges Mitglied der Royal Society